# Offord Cluny and Offord D'Arcy
Offord Cluny and Offord D'Arcy är en civil parish i Storbritannien.   Den ligger i distriktet Huntingdonshire i grevskapet Cambridgeshire i riksdelen England, i den sydöstra delen av landet, 90 km norr om huvudstaden London.